# 大凰紀久
大凰 紀久（だいおう のりひさ、1969年5月16日 - ）は、東京都葛飾区出身で、二所ノ関部屋に所属していた元大相撲力士。本名は秋本 紀久（あきもと のりひさ）。最高位は東幕下27枚目（1993年9月場所）。現役時代の体型は177cm、174kg。祖父は十両・大淀孫太郎、兄は幕下・秋本久雄。

## 来歴
小学校3・4・6年次にわんぱく相撲東京場所で優勝し、兄・久雄に次いで兄弟でわんぱく横綱となる。
専修大学相撲部では2年次の1989年に全日本相撲選手権大会ベスト16、全国学生相撲選手権大会ベスト8に入り、3年次の1990年の学生選手権では大学としての団体戦初優勝に貢献。1992年1月場所に専修大学出身としては初の幕下付出（幕下最下位（60枚目）格）で初土俵を踏む。200kg近い巨漢で期待されていたが、初土俵から3場所連続で3勝4敗と負け越して7月場所には西三段目47枚目まで降下した。
1993年5月場所で8場所ぶりに幕下に復帰し、同年9月場所には自己最高位の東幕下27枚目まで番付を上げたが、その後は幕下では1度も勝ち越すことが出来ずに幕下と三段目の往復に終始し、1994年11月場所限りで廃業した。
なお、大凰が初土俵から負け越しが続いたことで、それまで大学選手権で体重別部門の上位入賞経験があればほぼ無条件で資格を得ていた幕下付出力士の素質が問題となり、翌年からの基準厳格化につながることになる（大凰自身は2年次に全日本ベスト16の実績があるが、付出の対象となるのは「直前2ヶ年以内の成績」のため1993年からの基準を満たさない）。

## 主な成績

### 通算成績
- 通算成績：60勝59敗7休（18場所）

| | 一月場所 初場所（東京） | 三月場所 春場所（大阪） | 五月場所 夏場所（東京） | 七月場所 名古屋場所（愛知） | 九月場所 秋場所（東京） | 十一月場所 九州場所（福岡） |
| --- | ----------------------- | ----------------------- | ----------------------- | --------------------------- | ----------------------- | --------------------------- |
| 1992年 （平成4年） | 幕下付出60枚目 3–4      | 西三段目17枚目 3–4      | 西三段目34枚目 3–4      | 西三段目47枚目 6–1          | 東三段目2枚目 3–4       | 東三段目17枚目 4–3          |
| 1993年 （平成5年） | 西三段目5枚目 3–4       | 東三段目18枚目 6–1      | 東幕下44枚目 4–3        | 東幕下32枚目 4–3            | 東幕下27枚目 1–6        | 西幕下52枚目 3–4            |
| 1994年 （平成6年） | 東三段目4枚目 4–3       | 東幕下52枚目 2–5        | 西三段目17枚目 5–2      | 東幕下58枚目 1–6            | 東三段目29枚目 5–2      | 東三段目5枚目 引退 0–0–7    |
| 各欄の数字は、「勝ち-負け-休場」を示す。 優勝 引退 休場 十両 幕下 三賞：敢=敢闘賞、殊=殊勲賞、技=技能賞 その他：★=金星 番付階級：幕内 - 十両 - 幕下 - 三段目 - 序二段 - 序ノ口 幕内序列：横綱 - 大関 - 関脇 - 小結 - 前頭（「#数字」は各位内の序列） |                         |                         |                         |                             |                         |                             |